# Desapego (filosofia)

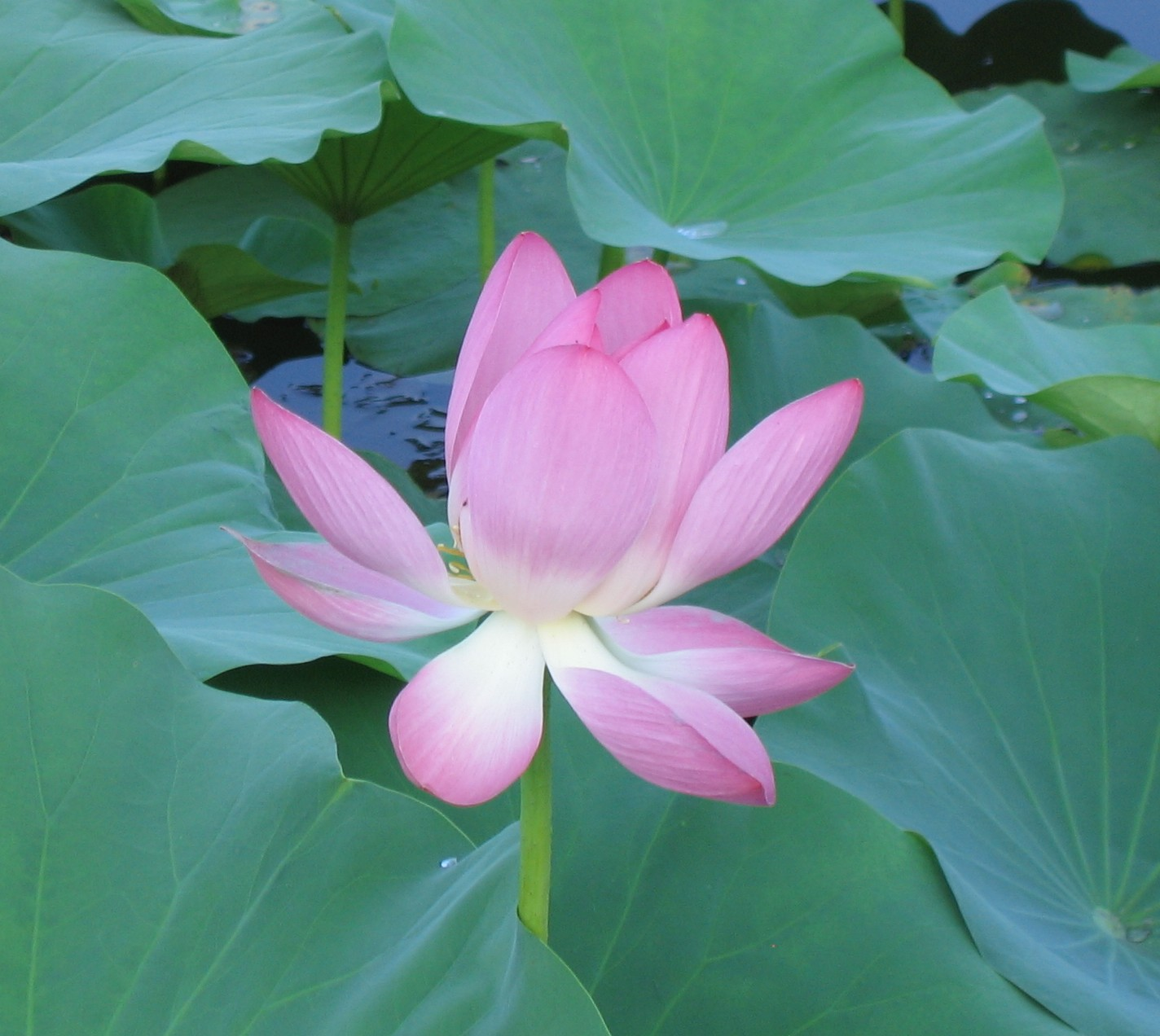
O lótus simboliza o não-apego em algumas religiões na Ásia, devido à sua capacidade de voar sobre as águas barrentas e produzir uma flor imaculada.

O desapego, também expresso como não apego, é um estado no qual a pessoa supera seu apego ao desejo por coisas, pessoas ou conceitos do mundo e, assim, alcança uma perspectiva elevada. É considerada uma virtude sábia e é promovida no cristianismo, como também em várias religiões orientais, como o jainismo, o taoísmo e o budismo.

## Importância do termo
O desapego como libertação do desejo e consequentemente do sofrimento é um princípio importante, ou mesmo ideal, na Fé Bahá'í, no Budismo, no Hinduísmo, no Jainismo, no Estoicismo e no Taoísmo.
Nos textos religiosos budistas e hindus, o conceito oposto é expresso como upādāna, traduzido como "apego". O apego, que é a incapacidade de praticar ou abraçar o desapego, é visto como o principal obstáculo para uma vida serena e plena. Muitas outras tradições espirituais identificam a falta de desapego com as contínuas preocupações e inquietações produzidas pelo desejo e pelas ambições pessoais.

## Jainismo
O desapego é um dos ideais supremos do jainismo, juntamente com a não-violência. Não possessão/não apego é um dos Mahavratas, os cinco grandes votos que os monges jainistas observam. No entanto, o desapego é significativo se acompanhado pelo conhecimento de si mesmo como alma; além disso, pode servir como meio para alcançar a autorrealização. De acordo com o santo jain Shrimad Rajchandra, para aqueles que são ritualistas sem vida, a mera restrição do corpo não se torna útil na obtenção da autorrealização. O desapego e outros atributos são os requisitos para alcançá-lo. Portanto, empreende-se tais atividades, mas não se deve ficar preso nisso. Não se pode livrar da causa raiz do nascimento e da morte na ausência de realização. Como tal, um jainista deve recorrer ao desapego, etc., com o propósito de obter realização; não insiste que o caminho da libertação está em suportar as dificuldades que não levam à redução da impureza.

## Fé Bahá'í
Tu perguntaste sobre o desapego. É bem sabido que, por desapego, se pretende o desapego da alma de tudo, menos de Deus. Isto é, consiste em elevar-se a uma estação eterna, em que nada que possa ser visto entre o céu e a terra dissuade o buscador da Verdade Absoluta. Em outras palavras, ele não está velado do amor divino ou de se ocupar com a menção de Deus pelo amor de qualquer outra coisa ou por sua imersão nele.
A segunda definição está nas Palavras de Sabedoria:

A essência do desapego é que o homem volte seu rosto para as cortes do Senhor, entre em Sua Presença, contemple seu semblante e seja testemunha dEle.— Tábuas de Baha'u'llah, p. 155)

## Budismo
Com relação ao conceito de desapego, ou não apego, os textos budistas em Pali mencionam nekkhamma, uma palavra geralmente traduzida como "renúncia". Essa palavra também transmite mais especificamente o significado de "abandonar o mundo e levar uma vida santa" ou "liberdade da luxúria, ânsia e desejos".
Os escritos de Milarepa são textos canônicos budistas Mahayana que enfatizam a natureza temporária do corpo físico e a necessidade de não apego.
O desapego é um conceito central na filosofia Zen Budista. Um dos mais importantes termos técnicos chineses para o desapego é "wu niàn" (無 念), que literalmente significa "não pensar". Isto não significa a ausência literal de pensamento, mas sim o estado de ser "não manchado " ( bù rán不 染) pelo pensamento. Portanto, o "desapego" é estar desapegado dos próprios pensamentos. É se separar dos próprios pensamentos e opiniões em detalhes para não ser prejudicado mental e emocionalmente por eles.

## Cristianismo
O monasticismo cristão oriental cultivava práticas de vigilância desinteressada, destinadas a acalmar as paixões e levar a um estado contínuo de calmo distanciamento conhecido como apatheia.
No cristianismo ocidental, a espiritualidade inaciana encoraja o desapego, às vezes chamado de indiferença, a fim de maximizar a disponibilidade de uma pessoa para Deus e para seus vizinhos.

## Hinduísmo
A visão hindu do desapego vem da compreensão da natureza da existência e o verdadeiro estado final buscado é o de estar no momento. Em outras palavras, enquanto um é responsável e ativo, não se preocupa com o passado ou futuro. O desapego é em direção ao resultado de suas ações e não em relação a tudo na vida. Este conceito é amplamente citado na literatura purânica e védica, por exemplo:

Aquele que executa seu dever sem apego, entregando os resultados ao Senhor Supremo, não é afetado pela ação pecaminosa, pois o lótus não é tocado pela água barrenta.— Bhagavad Gita 5.10:
Vairagya é um termo hindu que é frequentemente traduzido como desapego.

## Taoísmo
O Tao Te Ching expressou o conceito (no capítulo 44) como: 
 Fama ou Self: O que importa mais? Eu ou riqueza: qual é mais precioso? Ganho ou Perda: Qual é mais doloroso? Aquele que está ligado às coisas sofrerá muito. Aquele que salva sofrerá uma grande perda. Um homem contente raramente fica desapontado. Quem sabe quando parar, não se vê em apuros. Ele ficará para sempre seguro. 